# Дрессер, Айвэн
Айвэн Чэндлер Дрессер (англ. Ivan Chandler Dresser, 3 июля 1896 — 27 декабря 1956) — американский легкоатлет, олимпийский чемпион.
Айвэн Дрессер родился в 1896 году во Флэндрю (округ Муди штата Южная Дакота). В 1920 году на Олимпийских играх в Антверпене он завоевал золотую медаль в командном забеге на 3000 м. Впоследствии сделал карьеру в компании General Motors.